# Panoszów
Panoszów (niem. Ponoschau) – wieś w Polsce, położona w województwie śląskim, w powiecie lublinieckim, w gminie Ciasna.
W latach 1975–1998 miejscowość administracyjnie należała do województwa częstochowskiego.
W 1936 władze hitlerowskie, chcąc zatrzeć słowiańskie pochodzenie nazwy wsi, przemianowały ją na Hegersfelde. 

## Integralne części wsi
| SIMC    | Nazwa    | Rodzaj    |
| ------- | -------- | --------- |
| 1002478 | Gajkowe  | część wsi |
| 0130659 | Kolonia  | część wsi |
| 1002640 | Niwki    | część wsi |
| 1002662 | Olszynki | część wsi |
| 1002679 | Pilawy   | część wsi |

## Historia
W 1650 r.  Panoszów zwany był Kużnicą Sierakowską, dopiero w 1720 r. nazwano ją Ponoszowem.
Niemiecki przedsiębiorca Rymsa objął w posiadanie: Ponoszów Wędzinę, Patokę, Klekotną, Niwki i Kowię. Rymsa był znanym fabrykantem, posiadającym w Niemczech dwie wytwórnie papierosów, na których do dziś widnieje jego imię.
Na pieczęci gminnej od XIX w. do 1936 widnieje wizerunek z drzewem na murawie.

## Zabytki Panoszowa
Park Dworski został on założony pomiędzy XIX a XX w. Zajmuje powierzchnię ok. 13 ha.
Ponoszów w 1813 posiadał już własną szkołę, z jednym nauczycielem, do której uczęszczało wraz z dziećmi z kolonii Borów 106 dzieci. W 1864 było już ich 120. Pierwszy kierownikiem szkoły był J.Dubiel. Po nim stanowisko to objął R.Stencel, a po jego śmierci K.Kierot.
Obecna kaplica była kiedyś karczmą, a jeszcze wcześniej był to dworek pani Imieowskiej, która starała się go wyremontować, a następnie sprzedała go kościołowi. Jednym z zabytków pozostających po wojnie jest stary magazyn broni. Jego właścicielem obecnie jest bliżej nieznany kolekcjoner i renowator. 